# Paco Fanés
Francesc Fanés i Garriga, conegut popularment com a Paco Fanés (Barcelona, 30 de juny de 1952), és un poeta i editor català.

## Biografia
El 2000 fundà amb Joan Puche l'Associació Cultural de Poesia Pont del Petroli, de Badalona, amb la qual publicà les obres La una i deu (2000), Via 1 (2005), Doble espai (2010) i Adesiara (2012). El 2014 publicà Recursos humans, amb l'editorial Emboscall. Col·laborà en la revista literària La muerte de Narciso i en l'antologia Virus, de poesia visual. Actualment participa en diversos projectes poètics i musicals, i col·labora amb músics diversos, en especial amb el grup Difícil Equilibrio És un dels promotors del cicle anual Poesia i cia i el Festival Price i cia.

## Obra publicada
| - Jocs de carrer (Domus, 1977) - SET (sis autors, Pont del Petroli, 2000) - La una i deu (Pont del petroli, 2002) - Via 1 (Pont del petroli, 2005) - Doble espai (Pont del petroli, 2010) - Adesiara (Pont del petroli, 2012) - Recursos humans (Emboscall, 2014) | - El joc de l'alba (Pont del petroli, 2016) - Tapís-Cd i vinil- (Difícil Equilibrio, 2017) - Quan els llops es trenquen (Tanit, 2018) - Un altre tornemi, si us plau ( Pont del Petroli, 2020) - Hipocamp ( Stonberg-Zura, 2021) - Tretze poetes + un escultor (Pont del Petroli, 2023) - Els motius del pallasso (Pont del Petroli, 2023) |